# Balzenwil

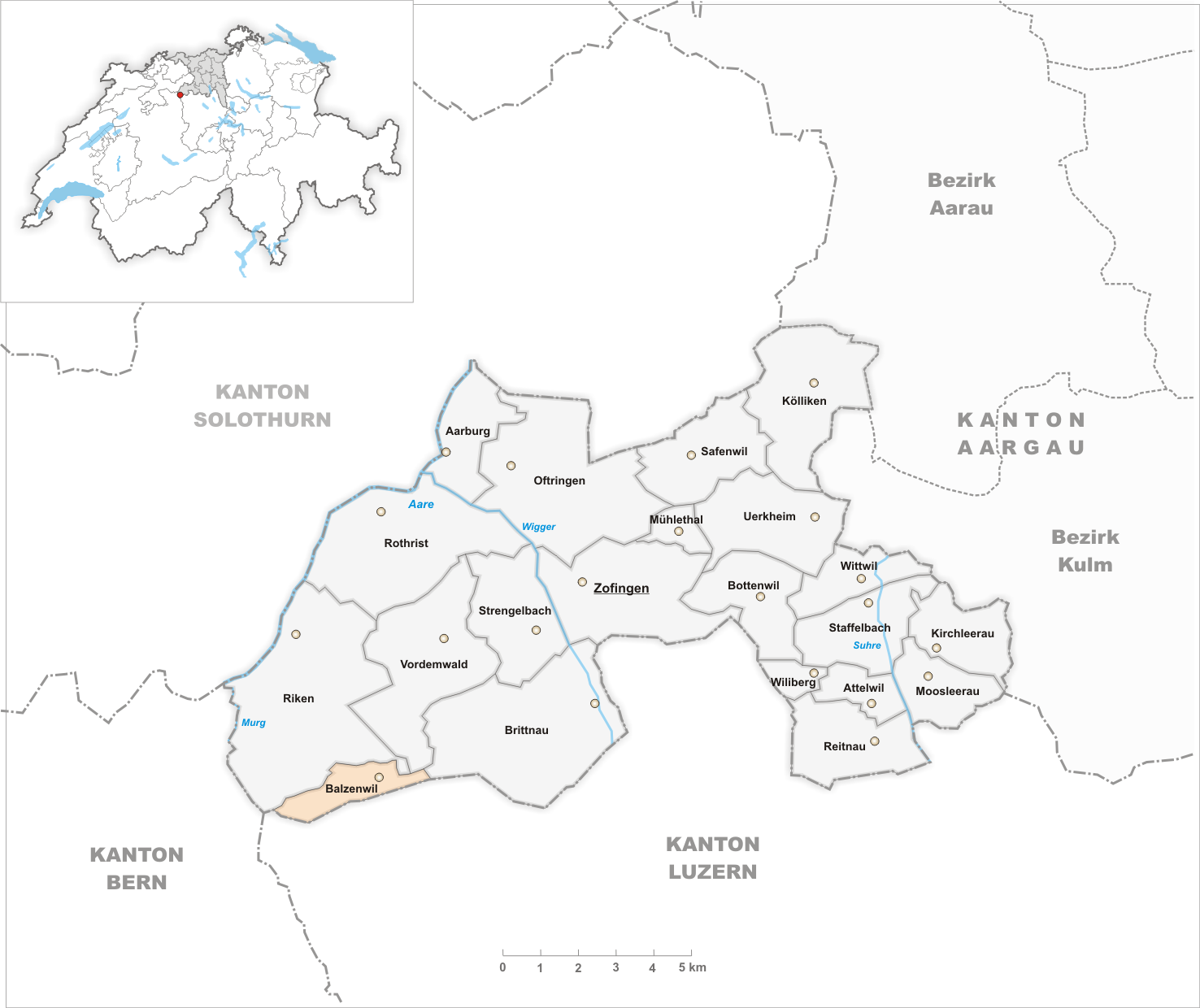
Gemeindestand vor der Fusion am 1. Januar 1901

Balzenwil ist eine Ortschaft der Gemeinde Murgenthal des Bezirks Zofingen des Kantons Aargau in der Schweiz. Am 1. Januar 1901 wurde die ehemalige Gemeinde zusammen mit Riken zur Gemeinde Murgenthal fusioniert.

## Geschichte
Die Siedlung liegt an der Südwestgrenze des Aargaus in einer Mulde zwischen Murg und Pfaffneren, bestehend aus dem Dorf Balzenwil und einigen Einzelhöfen. 1197 wurde es erstmals unter Balzeuiler erwähnt. Seit dem Hochmittelalter war der Hof Balzenwil Eigengut des nur 3 km entfernten Klosters St. Urban. Gerichtlich besass Balzenwil eine Sonderstellung, indem es Teil der St. Urbaner Gerichtsherrschaft Pfaffnau war, hochgerichtlich aber zum bernischen Amt Aarwangen gehörte. Seit 1675 war Balzenwil nach Roggwil kirchgenössig. 1803 wurde es im neu gegründeten Kanton Aargau eine selbstständige politische Gemeinde, 1901 aber mit Riken zur Gemeinde Murgenthal vereinigt. Der vorher zu Balzenwil zählende Weiler Gruben gehörte bereits 1803–1900 zur Gemeinde Riken. Bis in die Gegenwart war die Landwirtschaft Erwerbsgrundlage, seit dem 19. Jahrhundert bietet die Industrie in Murgenthal und Roggwil Arbeitsplätze.

## Bevölkerung
| Jahr      | 1650 | 1900 |
| Einwohner | 45   | 191  |